# Тенехапа
Тенехапа (исп. Tenejapa) — посёлок в Мексике, штат Чьяпас, входит в состав одноимённого муниципалитета и является его административным центром. Численность населения, по данным переписи 2020 года, составила 2611 человек.

## Общие сведения
Поселение было основано в доиспанский период народом цельтали.
В период 1486 — 1488 годы регион был завоёван ацтеками во главе с Тильтотлем, по распоряжению императора Ауисотля, а поселение было названо Tenejapa, что с языка науатль можно перевести как — известковая река.
С 1560 года доминиканские монахи занимались евангелизацией местного населения.
В 1712 году жители деревни участвовали в восстании народа цельталь от гнёта колонистов.
28 октября 1900 года была проведена перепись жителей деревни, в которой указано 5842 человека.
23 ноября 1922 года Тенехапа получила статус посёлка и административного центра одноимённого муниципалитета.